# Iago
Pour les articles homonymes, voir Iago (homonymie).
Iago est un personnage de la pièce Othello ou le Maure de Venise de William Shakespeare.
Iago est un officier au service du général vénitien Othello. Ce dernier a une totale confiance en lui, mais Iago le hait secrètement : il est persuadé que sa femme Emilia le trompe avec Othello, de plus, il est mécontent d'avoir été supplanté par Cassio pour une promotion. La pièce voit Iago employer toute sa ruse à détruire Othello, en lui faisant croire que sa femme Desdémone le trompe avec Cassio. Fou de jalousie, Othello finit par tuer sa femme, mais les plans de Iago sont révélés par Emilia et il est arrêté, tandis qu'Othello se suicide.
L'« honnête » Iago est l'un des personnages les plus maléfiques et machiavéliques de l'œuvre de Shakespeare. Avec 1 097 vers, il est celui qui parle le plus de toute la pièce, devant Othello lui-même.

## Au cinéma
Au cinéma, Iago a été interprété par :
- Mario Caserini dans Otello, réalisé par lui-même (avec la collaboration de Gaston Velle) (1906) ;
- Micheál Mac Liammóir dans Othello d'Orson Welles (1952) ;
- Andreï Popov dans Othello de Sergueï Ioutkevitch (1955) ;
- Frank Finlay dans Othello de Stuart Burge (1965) ;
- Kenneth Branagh dans Othello d'Oliver Parker (1995) ;
- Josh Hartnett dans Othello 2003 de Tim Blake Nelson (2003).